# Thomas de Villeneuve
Saint Thomas de Villeneuve (Tomás de Villanueva), né à Fuenllana (Castille) en 1488, et mort à Valence (Espagne), le 8 septembre 1555, est un religieux de l'ordre de Saint-Augustin, qui devint archevêque de Valence. Suivant les directives du concile de Trente, il travailla à la réforme de son ordre, puis de son diocèse, manifestant une sollicitude particulière pour les indigents. Liturgiquement, il est commémoré le 10 octobre..

## Biographie

### L'étudiant

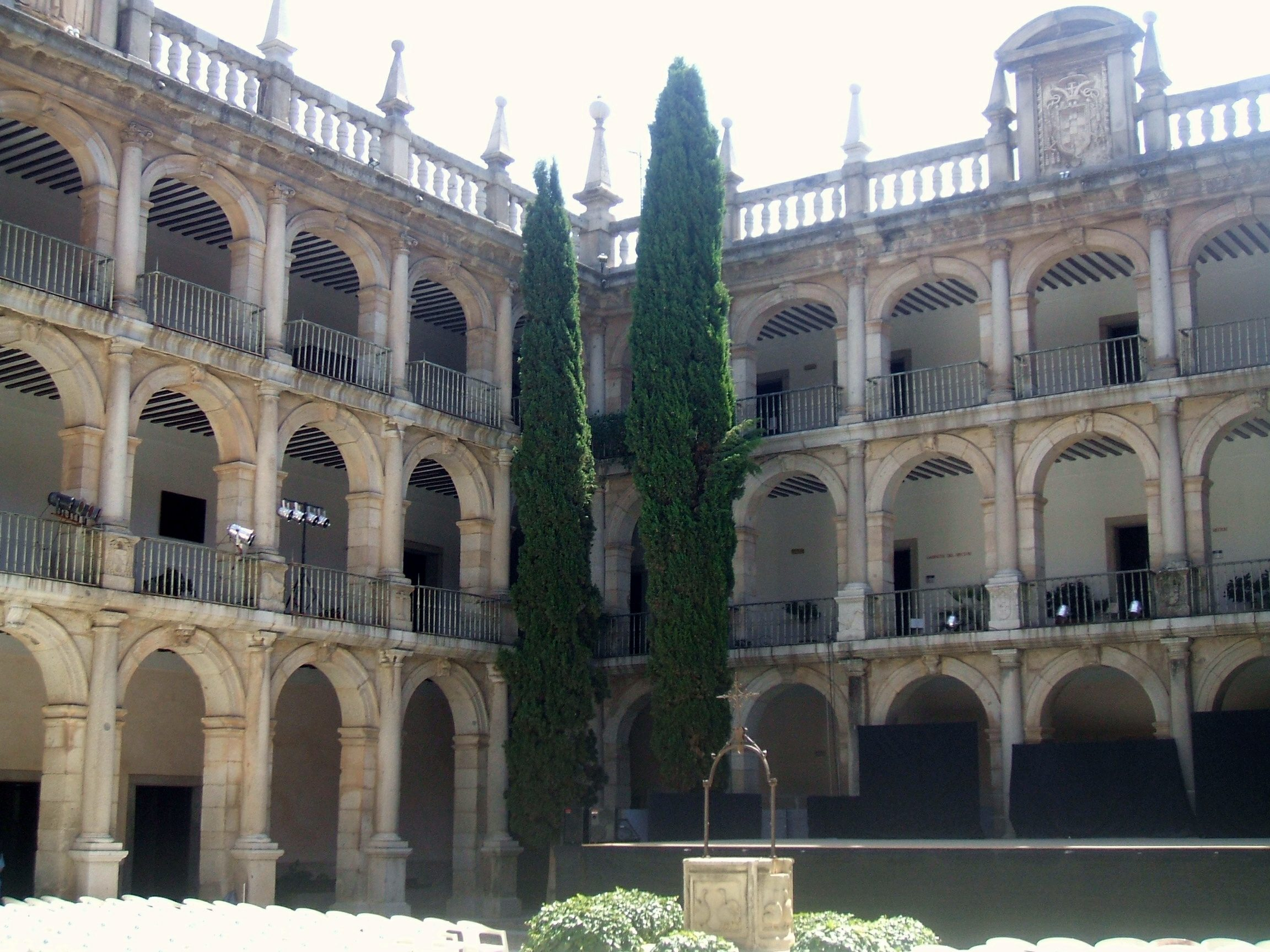
Le collège Saint-Ildefonse, où étudia Thomas de Villeneuve.

Tomás García Martinez est né en 1488, à Fuenllana, village situé près de Villanueva de los Infantes, dans la région de Tolède (Castille). Ses parents, Alonso Tomas Garcia et Lucia Martines de Castellanos, appartenaient à la noblesse locale. Vers l'âge de 15 ans, il quitte sa famille pour aller étudier la grammaire et la rhétorique à Villanueva.
Aux environs de 1501-1502, il s'inscrit à l'université d'Alcalá, qui vient d'être fondée par Francisco Jiménez de Cisneros. Il y complète sa formation d'humaniste et de grammairien, avant d'entrer, en 1505, à la Faculté des Arts, dont il ressort bachelier en 1508. Il entre alors au collège Saint-Ildefonse, au titre d'élève boursier. Il devient ainsi maître ès-arts en 1509, puis conseiller de collège en 1510, et enfin bachelier en théologie.
Pour s'acquitter de sa bourse, il doit consacrer trois ans au service de son collège. Les années 1512 à 1516, il les passe donc à enseigner, jusqu'à ce qu'il soit désigné pour une chaire de philosophie à l'université de Salamanque. Mais une fois arrivé dans cette prestigieuse cité du savoir, il entre au monastère Saint-Pierre, chez les Ermites de saint Augustin, ce que rien jusque-là ne laissait présager.

### Le religieux

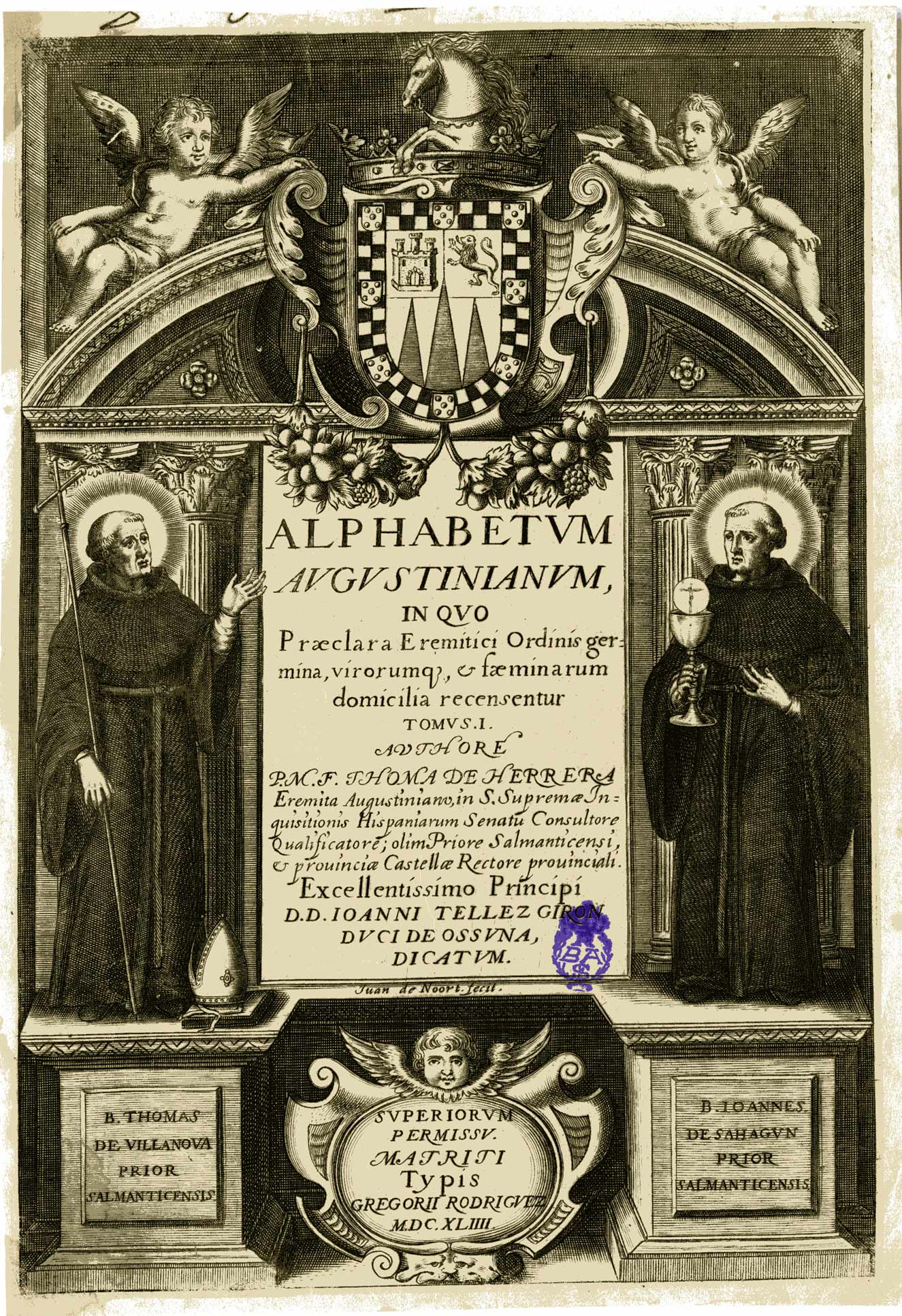
Thomas de Villeneuve et Jean de Saint-Facond.

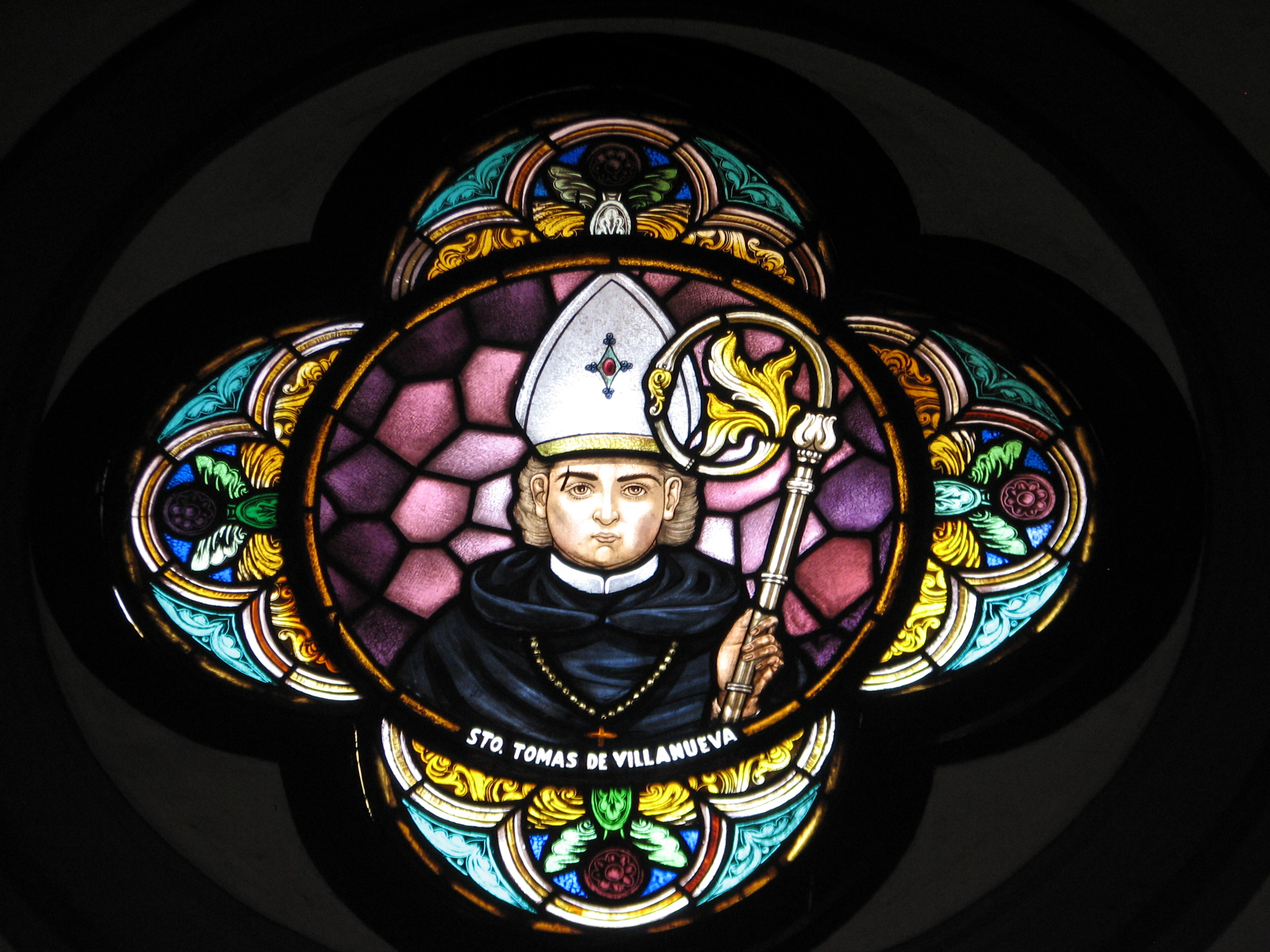
Saint Thomas de Villeneuve, archevêque de Valence.

Chez les augustins, Thomas accomplit son noviciat de septembre 1516 à 1518, année où il est ordonné prêtre, le 18 décembre. Recrue de qualité, le chapitre de Valladolid le nomme prieur du couvent de Salamanque, dès le mois de mai 1519. Une fois passé 1521, année critique durant laquelle il est chargé de trancher un différend entre le provincial et la communauté de Tolède, Thomas est réélu prieur en 1522, et devient même l'un des prédicateurs officiels de l'empereur Charles Quint, ce qui l'amène à fréquenter la ville de Valladolid.
Fort de l'appui impérial, il entreprend des réformes qui ont pour but d'intensifier la vie spirituelle des augustins. À cet effet, en 1524, il divise la province en deux : Castille et Andalousie, dont il sera le provincial en 1526, avant que la province unique ne soit reconstituée. À partir de cette date, il assumera les fonctions de provincial, visiteur ou prieur, à Burgos, Tolède ou Valladolid. C'est ainsi qu'en 1533, il envoie, en tant que provincial, les premiers augustins au Mexique.
À partir de 1542, il est désigné comme définiteur de l'ordre et pressenti pour faire partie d'une commission de révision des constitutions de celui-ci : le général des augustins, Seripando, le verrait bien à la maison généralice de Rome. Cependant, le 6 juillet 1544, Charles Quint le nomme archevêque de Valence. Thomas a déjà repoussé, en 1534, l'archidiocèse de Grenade. Il ne peut pas opposer à l'empereur un second refus, d'autant que le provincial lui intime l'ordre d'obéir.

### L'évêque

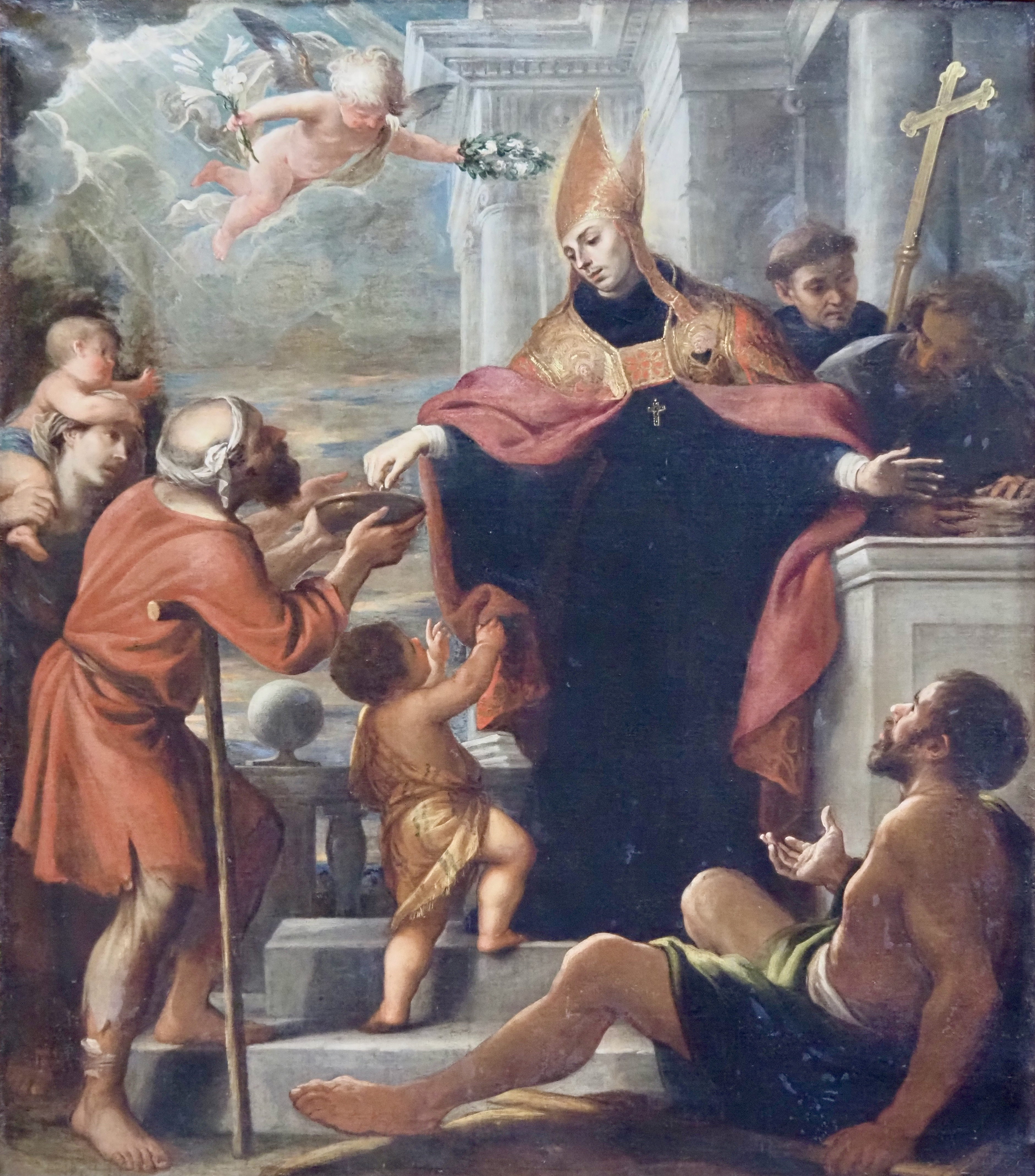
Thomas de Villeneuve, évêque et aumônier (par Mateo Cerezo).

Succédant à des prélats plus soucieux de tirer des bénéfices de leur diocèses que d'y faire retentir la voix de l'Evangile, Thomas prend possession, le 1er janvier 1545, d'un évêché à l'abandon, spirituellement parlant. La même année, s'ouvre le Concile de Trente, qui fera de la résidence de l'évêque dans son diocèse, une nécessité de premier ordre. Thomas ne se rend pas au concile, probablement pour des raisons de santé, mais il en suit, de loin, les sessions, avec ferveur. N'est-il pas en train d'anticiper un certain nombre de ces décisions conciliaires, dont l'Église catholique fait dépendre son renouvellement ? De fait, en évêque réformateur, il réside parmi ses ouailles, accueille les plus pauvres, les soigne au palais épiscopal, et leur fait don des bénéfices de sa charge, ne se réservant que le strict nécessaire.
En ce qui concerne le clergé, après avoir mis au pas le chapitre des chanoines, qui s'était rebellé dès les premières réformes, il entreprend de corriger les mœurs de ses prêtres, rétablissant les synodes diocésains en 1548, et ouvrant, en 1550, un collège pour les jeunes clercs d'origine modeste. Quant aux Morisques, il entend n'user envers eux que de procédés évangéliques. Sa sollicitude s'étend même aux taureaux, puisqu'il condamne les corridas, les considérant comme un péché.
Il cherche donc à édifier un diocèse modèle, mais un tel labeur pastoral ne s'accomplit pas sans difficulté ni surmenage. Le 29 août 1555, le prélat, très fatigué, se met à souffrir d'une angine, que son mauvais état général ne pouvait qu'aggraver. Se sentant en danger de mort, il ordonne à ses chapelains de vider les coffres où l'on resserrait l'argent, et de distribuer le contenu aux indigents, de crainte que le clergé ne fasse main basse sur ces richesses. Cette précaution prise, il décède, le 8 septembre 1555, pleuré par les pauvres, qui l'avaient surnommé l'Aumônier.

## Spiritualité

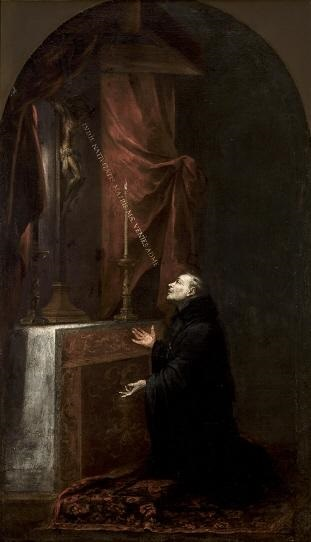
Thomas de Villeneuve en oraison (par Esteban Murillo).

### Une œuvre pastorale
L'ordre des Ermites de Saint Augustin est né vers 1256, du regroupement par le pape Alexandre IV, de communautés éparses ayant pour seul point commun la règle de l'évêque d'Hippone, et qui ont alors abandonné la forme de vie érémitique pour celle des ordres mendiants. Comme ceux-ci, les augustins se sont particulièrement bien adaptés à la prédication et à l'accompagnement spirituel en milieu urbain, mais avec cette particularité de se référer nettement au modèle et à l'enseignement d'Augustin d'Hippone. Ces caractéristiques se retrouvent dans l'œuvre écrite de Thomas de Villeneuve, laquelle, se compose essentiellement d'opuscules spirituels et, surtout, de sermons. La profonde inspiration augustinienne qui traverse ces œuvres pastorales, leur garantit un solide fondement théologique, en même temps qu'elle amène l'auteur à aborder certains thèmes centraux des polémiques théologiques de la Renaissance.

### Une spiritualité de l'engagement
Non sans analogie avec son contemporain, Ignace de Loyola, Thomas envisage la foi chrétienne comme un choix fondamental, posé au libre-arbitre de l'homme, face à la perspective du Jugement dernier. Sur l'arrière-fond d'un combat entre la nature et la grâce, cette spiritualité de l'engagement a pour critère de discernement la charité, conçue comme plénitude du don de soi, sur le modèle ascétique du Christ. Ama et fac quod vis : au-delà de la foi, c'est de l'amour que dépend le Salut; d'ailleurs, si le manque de cœur constitue dès ici-bas une punition divine, sous forme de privation de la sensibilité, pour qui s'obstine dans le vice, la vie du juste, au contraire, constitue une prophétie, directement inspirée par l'Esprit-Saint, Amour divin qui habite et anime l'Église catholique.

### Une inspiration humaniste
Par son ecclésiologie comme par sa sotériologie, Thomas s'oppose radicalement à Martin Luther, son contemporain, naguère moine augustin, désormais contempteur de la vie monastique. Manifeste-t-il plus de sympathie pour Érasme ? En tout cas, c'est un célèbre humaniste, Francisco de Quevedo qui a signé la première biographie du saint. Thomas a été formé dans l'ambiance de l'humanisme à l'université d'Alcala, et il ne dédaigne pas de célébrer l'une des valeurs les plus chères aux lettrés de l'époque : l'amitié. Tantôt il s'inspire de Platon, pour affirmer qu'elle consiste à se plaire à converser avec l'objet aimé, entreprendre avec lui des choses difficiles, renoncer aux choses les plus désirables; tantôt, il reprend l'évangile selon Jean pour rappeler qu'elle se reconnaît à la révélation des secrets, au dépôt des biens les plus précieux, aux bienfaits accordés, aux démonstrations extérieures d'une tendre familiarité.

### Une ontologie du désir
Ferme et généreux à la fois, Thomas renvoie dos à dos les alumbrados et leurs persécuteurs. En effet, même s'il critique les faux mystiques, il craint par-dessus tout que ne s'éteigne le désir spirituel, car pour lui, ce qui définit l'être humain, c'est un élan fondamental du cœur vers son Créateur. C'est pourquoi il consacre des opuscules à la spiritualité. Ainsi, son traité sur l'oraison mentale propose des sujets pour chaque jour de la semaine, lesquels se déploient méthodiquement à travers l'enseignement, la méditation, l'oraison et la contemplation. Quant aux trois voies de la mystique classique (purgative, illuminative et unitive), le saint les met en relation, dans son commentaire sur le Cantique des Cantiques, avec les trois modes successifs par lesquels Dieu attire l'âme : la voie de la ferveur et de la dévotion, celle de la lumière et de l'intelligence, celle du contentement et de la joie. S'inscrivant dans la lignée de l'eudémonisme augustinien, il introduit de cette manière en Espagne une ontologie vitaliste du désir, qui s'accompagne du primat de l'amour du pauvre et de l'amour de Dieu, l'un conduisant à l'autre.

## Postérité

### Culte

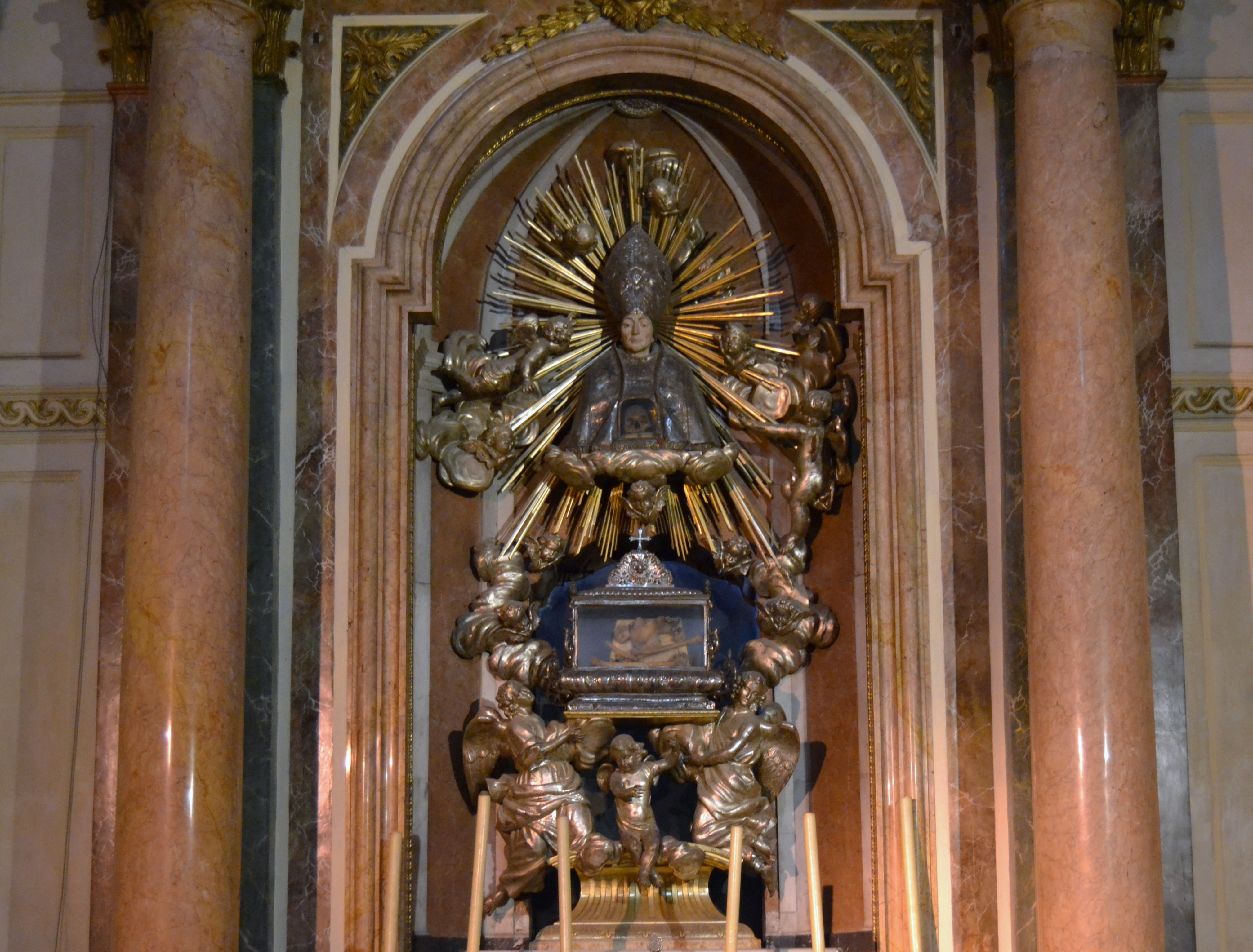
Reliquaire de saint Thomas de Villeneuve en la cathédrale de Valence.

Thomas de Villeneuve a été béatifié en 1618 par Paul IV, et canonisé le 1er novembre 1658 par le pape Alexandre VII, lequel a fait son éloge en ces termes : « Comme l'apôtre saint Thomas, Thomas de Villeneuve a cherché avec soin la vérité ; comme saint Thomas d'Aquin, il l'a enseignée dans toute sa pureté ; comme saint Thomas de Cantorbery, il l'a défendue avec courage ». Il est fêté le 8 septembre. En Espagne, il est considéré comme le patron du diocèse de Ciudad Real et de la ville d'Oxeta (Alicante). En Amérique, les augustins ont donné son nom à trois de leurs universités : la Universidad Villanova, fondée en 1842 en Pennsylvanie; la Universidad de Santo Tomas de Villanueva fondée à La Havane (Cuba), puis transférée en 1961 à Miami Gardens (Floride), et devenue la St Thomas University.
La Congrégation des Sœurs de Saint Thomas de Villeneuve est fondée en 1661 par un religieux augustin, le Père Ange Le Proust,.

### Continuateurs

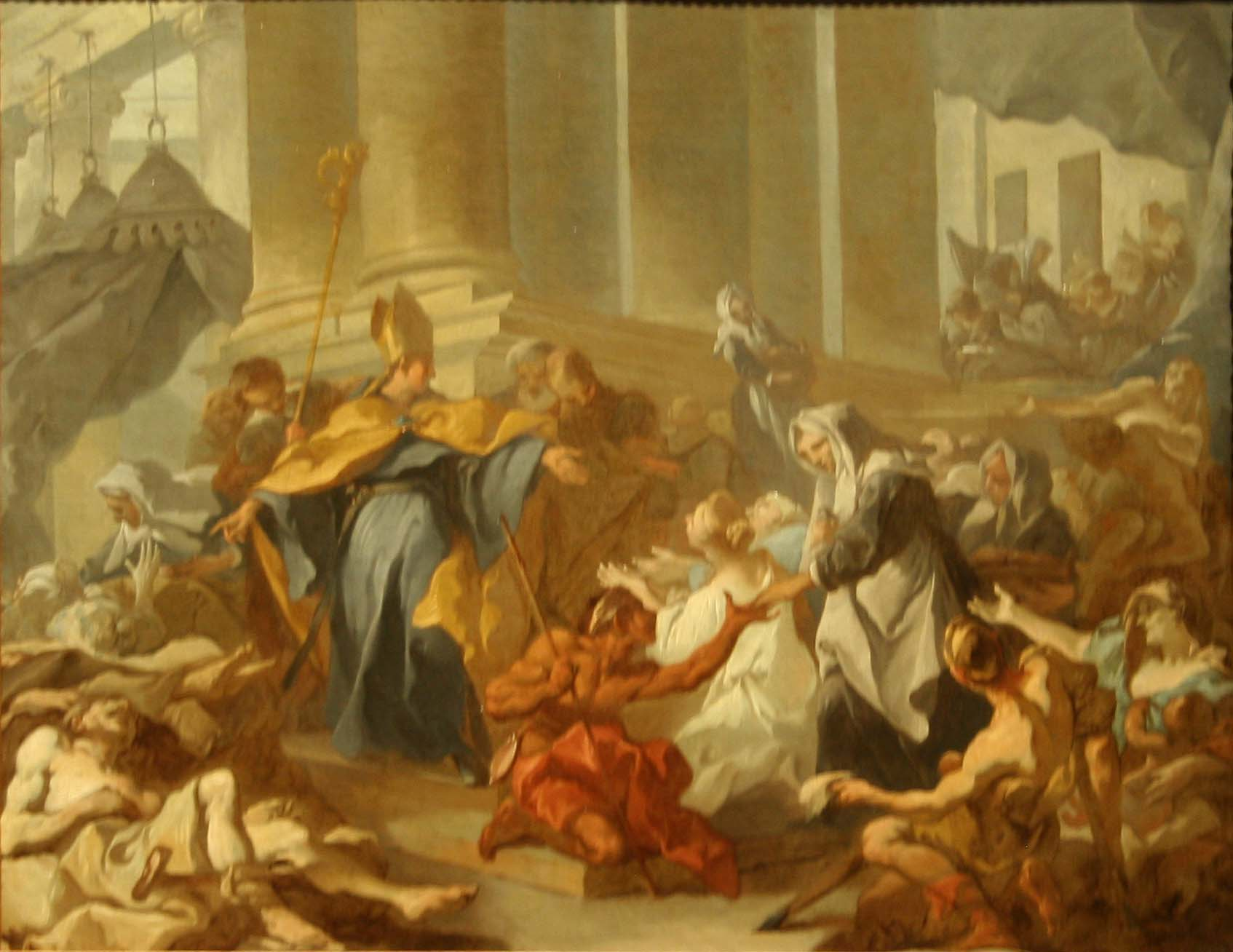
Les religieuses de Saint-Tomas de Villeneuve (par Dandré-Bardon).

- Luis de Montoya (1497-1568) : à peine ordonné prêtre dans l'ordre des augustins, Thomas le désigne comme maître des novices; à ce titre, il forma à la vie religieuse le suivant.
- Saint Alonso de Orozco (1500-1591) : il entra dans l'ordre des augustins vers 1520 à l'incitation de Thomas de Villeneuve; écrivain spirituel, il fut également prédicateur impérial.
- Saint Louis Bertrand (1526-1581) : ce dominicain, ordonné par Thomas de Villeneuve en 1547[4], fut missionnaire dans le Nouveau Monde.
- Luis de León (1528-1591) : cet augustin brillant, professeur de théologie, traducteur de la Bible et poète mystique, écrivit en 1589 la forme de vie souhaitée par les augustins de Castille (Tolède, décembre 1588), qui approuvée par Rome en 1597, a donné naissance aux augustins récollets déchaussés.
- Thomas de Jésus de Andrade (1529-1580): cet écrivain mystique portugais entreprit sans succès de réformer dans son pays les Ermites de saint Augustin, mais il inspira ainsi l'œuvre réformatrice du précédent.
- Saint Juan de Ribera (1532-1611) : il fut le deuxième successeur de Thomas de Villeneuve à la tête de l'archidiocèse de Valence.
- Ange Le Proust : à l'époque de la canonisation de Thomas de Villeneuve, cet augustin breton décida de marcher sur les traces de son charitable aîné, en fondant, à Lamballe, en 1661, la congrégation des Sœurs de Saint-Thomas de Villeneuve, à vocation hospitalière[25].

#### Œuvres
- Sermones (prêchés en castillan mais édités en latin)
- Modo breve de servir a Nuestro Señor en diez reglas
- De la leccion, meditacion, oracion, contemplacion
- Explicacion de las bienaventuranzas y su correspondencia, ya con los dones del Espirito Sancto, ya con la oracion del Padre Nuestro
- Soliloquio para despues de la sagrada Communion
- Proemio sobre unos sermones del Santissimo Sacramento
- Platica y aviso al religioso que toma el habito

#### Édition(s) en français
- Œuvres de St Thomas de Villeneuve, traduites du latin par le père V. Ferrier, Paris : chez P. Lethielleux, en 5 tomes : 1866-1868 (tome 1 : Sermons pour l'avent — tome 5 : Dominicales)
- Thomas de Villeneuve (choisis et introduits par Mgr Jobit), Sermons pour les Fêtes des Saints, Namur, Éditions du Soleil Levant, 1965.
- Œuvres de St Thomas de Villeneuve, HardPress, coll. « P. Lethielleux (1886) », 2018, 469 p. (ASIN B07DBR4HCM)
- Œuvres de St. Thomas de Villeneuve : Religieux Augustin et Archevêque de Valence, Forgotten Books, coll. « Dominicales : Vol. 5 », 2019, 558 p. (ISBN 978-0-3641-2427-7)

#### Études en espagnol
- Isaac González Marcos, (ed.), Santo Tomás de Villanueva. 450 aniversario de su muerte.  (ISBN 84-95745-38-0)
- Francisco de Quevedo, Vida de Santo Tomás de Villanueva. Estudio del Epítome, edición y notas de Rafael Lazcano.  (ISBN 84-95745-57-7)

#### Étude(s) en français
- A. Turrado, Thomas de Villeneuve : Dictionnaire de spiritualité, Beauchesne Éditeur, coll. « Format Kindle », 2017 (ASIN B07TJK98KJ)